# Rébellion touarègue de 2006
Pour les articles homonymes, voir Rébellion touarègue.
Rébellions touarègues
La rébellion touarègue de 2006 est un conflit armé qui s'inscrit dans les rébellions touarègues contre le Mali.

## Déroulement
La rébellion touarègue de 1990-1996 s'était achevée par la signature d'un Pacte national qui prévoit une meilleure intégration des Touaregs dans la société malienne, mais une dizaine d'années plus tard certains d'entre eux estiment que les promesses de ce Pacte n'ont pas été tenues. En 2006, Iyad Ag Ghali, Hassan Ag Fagaga, Ibrahim ag Bahanga et Ahmada Ag Bibi fondent alors l'Alliance démocratique du 23 mai pour le changement (ADC). Leur but est d'obtenir un statut particulier pour la région de Kidal,. Le mouvement soutenu par l'Algérie.
Le 23 mai 2006, les rebelles attaquent simultanément Kidal et Ménaka. Dans la première ville, deux camps militaires sont occupés ; dans la seconde, le magasin d'armement est pillé. Les assaillants se replient alors avec leur butin vers leur sanctuaire : l'Adrar Tigharghar.
Le président malien Amadou Toumani Touré envoie des renforts à Kidal mais engage rapidement des pourparlers avec les rebelles. Kafougouna Koné, ministre de l'Administration Territoriale et des Collectivités Locales, est chargé du dossier.
L'État malien commence également à reformer des milices. Deux seront créées : l'une touarègue, commandée par El Hadj Ag Gamou, et l'autre arabe, dirigée par Abderrahmane Ould Meydou.
La médiation revient à l'Algérie car les rebelles ont refusé l'implication des chefs tribaux du Nord ou encore l'influence de la Libye. L'Algérie réclame l'abandon de la revendication d'autonomie, le cantonnement des rebelles dans l'Adrar Tigharghar et une interdiction de contacter d'autres organisations touarègues qui seraient actives dans d'autres pays.
Les négociations aboutissent le 4 juillet 2006 avec la signature de nouveaux Accords d'Alger. Cet accord est cependant mal accueilli par une partie de la classe politique et de la presse malienne, ce qui retarde son application.
Selon l'anthropologue Jeremy Keenan (en), spécialiste du monde touarègue, la rébellion avait pour seul but de permettre à Ag Ghali, soutenu par l'Algérie, de fédérer les mouvements touarègues pour la guerre contre le terrorisme au Sahel. Alors que les combats contre l'armée malienne n'ont duré qu'une journée, l'ADC attaque le GSPC en juillet et en octobre 2006.